# Visy Beatrix
Visy Beatrix (Budapest, 1974 –) magyar irodalomtörténész, kritikus, esztéta. A BTK Irodalomtudományi  Intézetének munkatársa.

## Életpályája
1993-ban érettségizett a budapesti Móricz Zsigmond Gimnáziumban. Magyar nyelv és irodalom szakos diplomát az Eötvös Loránd Tudományegyetem Bölcsészettudományi Karán szerzett 1999-ben, ugyanebben az évben megkezdte a doktori képzést az Irodalomtudományi Doktori Iskolán. 1998–2001 között a Fekete Sas Könyvkiadó munkatársa volt, 2000. ősztől a Nagy László Általános Iskola és Gimnázium tanáraként magyar nyelv és irodalmat tanított. Előzőleg az egyetemen felvette az esztétika szakot is, ezt 2003-ban fejezte be. 2009 nyarán doktori fokozatot (PhD) szerzett. Disszertációjának címe: A narráció jegyei, szépirodalmi elbeszélőszerkezetek Babits Mihály: Az európai irodalom története című művében.
Volt adjunktus a Szent István Egyetem Pedagógiai Karán; óraadó a Zsigmond Király Főiskolán, a Pázmány Péter Katolikus Egyetem BTK Biblioterápia szakképzésén és a Károli Gáspár Református Egyetem Magyar Nyelv-, Irodalom- és Kultúratudományi Intézeténél. Munkahelye az Országos Széchényi Könyvtár,  tudományos munkatárs.  Kutatási területe: a Nyugat kora, Babits Mihály munkássága, a 20. századi magyar próza, valamint a fénykép szerepe és jelentései a magyar irodalomban. A kortárs irodalom alkotói közül többek közt Borbély Szilárd és Tolnai Ottó életművét tanulmányozza.
2018-tól a Lakásszeminárium művészeti műhely működtetője.

## Munkái
Visy Beatrix a 2010-es években már igen sokat publikáló kritikus. Cikkeiben többnyire a kortárs magyar irodalom szerzőinek műveivel foglalkozik. A már megszűnt Holmi című folyóirat repertóriuma 17 írását (bírálatát) tünteti fel. Gyakori résztvevője az Élet és Irodalom „ÉS-Kvartett” rovatának, számos cikke olvasható az irodalmi folyóiratokban, pl. az Alföldben, a Jelenkorban, illetve a Litera és a Műút internetes portálon is. Szerkesztette a Helikon folyóirat Fénykép és irodalom című tematikus számát (2017/4.). Ott közölt tanulmánya: Fénykép és szöveg, fénykép az irodalomban – elméleti közelítések. 2018-ban „…csaknem húsz kötetről tucatnyi kritikát írt, emellett pedig esszékkel és tanulmányokkal is jelentkezett.”
Publikációi jelentős részének (köztük folyóiratcikkek és könyvrészletek) listája a Magyar Tudományos Művek Tárában is megtalálható, több mint száz közlemény.

### Könyvei
- A macskakő nyolcadik élete: Műfaj, narráció, emlékezet Lengyel Péter prózájában Budapest, Fekete Sas Kiadó (2007)
- Szavakkal körbe: Válogatott tanulmányok, kritikák Budapest, Magyar Irodalomtörténeti Társaság (2015)
- Madártávlat és halszemoptika: Irodalomkritikák Miskolc, Műút-könyvek (2017)
- „Nem ahogy ma szokás”. A narráció jegyei, szépirodalmi elbeszélőszerkezetek Babits Mihály Az európai irodalom története című művében; Budapest, Balassi Kiadó (2017)
- Súlyos határsértés: Tanulmányok, Műút-könyvek (2023)

## Köteteiről írt ismertetők
- Deczki Sarolta: Tiszavirág Termelőszövetkezet (Visy Beatrix: „Szavakkal körbe”)[11]
- Fűzfa Balázs: Hősök és világok (Visy Beatrix: „Nem ahogy ma szokás”. A narráció jegyei, szépirodalmi elbeszélőszerkezetek Babits Mihály Az európai irodalom története című művében)[12]
- Szentesi Zsolt: Egy szakértő sétái kortárs irodalmunk virágoskertjében (Visy Beatrix: Madártávlat és halszemoptika)[13]
- Szénási Zoltán: Egységtudat és hanyatlástörténet (Visy Beatrix: „Nem ahogy ma szokás”. A narráció jegyei, a szépirodalmi elbeszélőszerkezetek Babits Mihály Az európai irodalom története című művében)[14]
- Szántai Márk: Ex libris (Visy Beatrix: „Madártávlat és halszemoptika”)[15]

## Díjai
- Az MTA BTK Irodalomtudományi Intézet Modern Magyar Irodalmi Osztályának Erdődy Edit-díja a Szavakkal körbe című kötetért (2016).[16][17]